# Szyfr Hilla
Szyfr Hilla – szyfr należący do grupy polialfabetycznych szyfrów podstawieniowych bazujący na algebrze liniowej.

## Operacje
Każdą literę koduje się jako numer. Najczęstszy schemat korzysta z układu: A = 0, B =1, ..., Z=25, jednak nie jest to niezmienna zasada tego szyfru. Blok n jest przedstawiany w postaci wektora o n wymiarach. Następnie jest mnożony przez macierz o wymiarach n × n, modulo 26 (wartość wynika z liczby elementów w układzie). Cała tablica traktowana jest jako klucz. Należy sprawdzić, czy macierz jest odwracalna w {\displaystyle \mathbb {Z} _{26}^{n}} (by upewnić się, że deszyfrowanie będzie możliwe).

## Szyfrowanie
Niech tekstem jawnym będzie 'ACT', a kluczem jest macierz (lub GYBNQKURP w postaci literowej):
{\displaystyle {\begin{pmatrix}6&24&1\\13&16&10\\20&17&15\end{pmatrix}}}
ponieważ 'A' jest 0, 'C' jest 2 a 'T' jest 19, tekst jawny jest wektorem:
{\displaystyle {\begin{pmatrix}0\\2\\19\end{pmatrix}}}
Wersja zaszyfrowana jest otrzymywana przez:
{\displaystyle {\begin{pmatrix}6&24&1\\13&16&10\\20&17&15\end{pmatrix}}{\begin{pmatrix}0\\2\\19\end{pmatrix}}={\begin{pmatrix}67\\222\\319\end{pmatrix}}\equiv {\begin{pmatrix}15\\14\\7\end{pmatrix}}{\pmod {26}}}
co można przedstawić w postaci liter 'POH'. Teraz przypuśćmy, że tekstem jawnym jest 'CAT' czyli:
{\displaystyle {\begin{pmatrix}2\\0\\19\end{pmatrix}}}
Tym razem wersja zaszyfrowana przedstawia się jako:
{\displaystyle {\begin{pmatrix}6&24&1\\13&16&10\\20&17&15\end{pmatrix}}{\begin{pmatrix}2\\0\\19\end{pmatrix}}\equiv {\begin{pmatrix}31\\216\\325\end{pmatrix}}\equiv {\begin{pmatrix}5\\8\\13\end{pmatrix}}{\pmod {26}}}
co jest równoznaczne z tekstem 'FIN'. Każda litera została zmieniona. Kryptosystem zapewnia zatem dyfuzję

## Deszyfrowanie
By odszyfrować wiadomość, zamieniamy zaszyfrowany tekst na wektor i następnie mnożymy przez odwróconą macierz stanowiącą klucz (istnieją metody wyliczania macierzy odwrotnej; zobacz wyznaczanie macierzy odwrotnej). Przy działaniu w {\displaystyle \mathbb {Z} _{26}^{n}} macierz odwrotna z przykładu wynosi:
{\displaystyle {\begin{pmatrix}6&24&1\\13&16&10\\20&17&15\end{pmatrix}}^{-1}\equiv {\begin{pmatrix}8&5&10\\21&8&21\\21&12&8\end{pmatrix}}{\pmod {26}}}
wykorzystując wiadomość zaszyfrowaną 'POH', otrzymamy:
{\displaystyle {\begin{pmatrix}8&5&10\\21&8&21\\21&12&8\end{pmatrix}}{\begin{pmatrix}15\\14\\7\end{pmatrix}}\equiv {\begin{pmatrix}260\\574\\539\end{pmatrix}}\equiv {\begin{pmatrix}0\\2\\19\end{pmatrix}}{\pmod {26}}}
co daje nam w formie liter 'ACT', czyli tekst jawny.